# Hortense Powdermaker
Hortense Powdermaker (Filadelfia, 24 dicembre 1896 – Berkeley, 16 giugno 1970) è stata un'antropologa statunitense.

## Biografia

### I primi anni e gli studi
Nacque nel 1896 in una famiglia ebraica di origini tedesche, a Filadelfia, in Pennsylvania. Era la seconda di quattro figli. Sua sorella maggiore Florence fu una psichiatra. Aveva anche un fratello e una sorella più giovani.
La famiglia si trasferì a Reading quando Hortense aveva cinque anni. Successivamente si trasferirono a Baltimora.
Hortense Powdermaker studiò Storia al Goucher College. Si interessò al socialismo e al movimento operaio. Lavorò per un breve periodo come sarta in una fabbrica tessile e entrò nella Women’s Trade Union League.
Laureatasi nel 1919, lavorò per alcuni anni per una labor union, la Amalgamated Clothing Workers of America a New York, Cleveland e Rochester. Durante questi anni documentò il suo lavoro in un dettagliato diario, anticipando quella che successivamente sarebbe stata la base delle sue ricerche sul campo in antropologia.
Nel 1925 si trasferì in Inghilterra. Intraprese gli studi di Antropologia alla London School of Economics, dove fu allieva del famoso Bronisław Malinowski, rimanendo influenzata dal suo lavoro.

### L'inizio dell'attività antropologica
Visse a Bloomsbury e completò gli studi nel 1928, con una tesi sulla leadership nelle società primitive. In seguito, trascorse 10 mesi nel Pacifico sudoccidentale, sull'isola della Nuova Irlanda. Ricevette un piccolo contributo dal Consiglio Nazionale Australiano delle Ricerche, grazie alla mediazione di Malinowski, il quale aveva già lavorato in quella zona. Fu affiancata da Alfred Reginald Radcliffe-Brown e da Gregory Bateson. Qui fu la prima a studiare la società di un piccolo villaggio di pescatori del luogo.
Tra il 1930 e il 1937 lavorò all'Institute of Human Relations presso l'Università di Yale, supportata dai professori Clark Wissler e Edward Sapir. Quest'ultimo incoraggiò il suo interesse per l'antropologia psicologica. A Yale la Powdermaker ricevette i fondi per pubblicare nel 1933 il suo primo libro, Life in Lesu, basato sulla sua ricerca in Melanesia.
Tra il 1932 e il 1934 soggiornò a Indianola, una piccola città del Mississippi. si preparò a questa ricerca studiando all'istituto di scienze sociali della Fisk University a Nashville. Uno dei più importanti centri di studio statunitensi sulle questioni razziali. Lavorò a una delle prime ricerche sul campo nel sud degli Stati Uniti, seguendo l'approccio malinowskiano dell'osservazione partecipante.
Tornata dal Mississippi nell'estate del 1934, aiutò a inserirsi nella comunità accademica di Yale un giovane psicologo di nome John Dollard. L'Università di Yale successivamente pubblicò un'opera di Dollard dal titolo "Caste and Class in a Southern Town", ma rifiutò di pubblicare il lavoro della Powdermaker sulla sua ricerca a Indianola. Scontenta per il trattamento ricevutò, lasciò Yale si trasferì al Queens College di New York.
Nel 1939 pubblicò il libro After Freedom. Un'opera pionieristica sulle differenze etniche negli Stati Uniti, apprezzato per la sua analisi della cultura e delle Chiese afro-americane.
Nel 1944 scrisse Probing Our Prejudices, un saggio antropologico e psicologico rivolto agli studenti, in cui affrontava i temi del razzismo, dell'antisemitismo e della discriminazione verso gli immigrati. Per la Powdermaker, la tolleranza era uno dei pilastri della democrazia americana e andava ad opporsi alle idee del Nazismo.
Forte del suo passato come attivista sociale, non smise mai di utilizzare le conoscenze acquisite attraverso l'antropologia per educare le persone a concetti che ella riteneva fondamentali per la società.
Probing Our Prejudices smentiva molti dei pregiudizi razzisti che all'epoca erano diffusi tra gli americani bianchi nei confronti dei neri, e puntava a instillare un approccio tollerante e aperto nei confronti delle diversità.

### Hollywood, the Dream Factory
Alla fine degli anni '40 compì una ricerca sul campo a Hollywood, in California, dove analizzò la struttura sociale dell'industria cinematografica. Era convinta che i media avessero un'influenza enorme sulla vita delle persone dell'epoca. I film a cui si assisteva per divertirsi, in realtà avevano un forte potere educativo. Sosteneva che i film "a volte sono molto più efficaci della scuola, perché fanno leva più sulle emozioni che sull'intelletto".
Nel 1950 pubblicò l'opera Hollywood, the Dream Factory, dove criticò sceneggiatori e manager, che secondo lei rendevano la società di Hollywood "totalitarista", concependo gli esseri umani come creature passive da manipolare.
A posteriori, la Powdermaker criticò questa suo lavoro, pentendosi di aver lasciato che i suoi valori personali influenzassero la sua ricerca, e di aver avuto un punto di vista non neutrale.

### Copper Town
Tra il 1953 e il 1954 svolse il suo ultimo grande lavoro sul campo, vivendo nella Rhodesia Settentrionale, in Africa.
Visse presso una società di minatori di rame. Nel 1962 pubblicò il relativo libro Copper Town.
Inizialmente la Powdermaker aveva ricevuto una Guggenheim Fellowship ed era determinata a raggiungere in Uganda la sua collega Audrey Richards, con cui aveva frequentato i corsi alla London School of Economics. Poco prima della partenza, però, la Richards suggerì di partire per la Rhodesia Settentrionale.
Durante questa ricerca, studiò in particolare il modo in cui i media e gli strumenti di comunicazione di massa avevano influenzato quella società.
In Copper Town affrontò nuovamente il tema del cinema. Il governo coloniale lo aveva introdotto in Africa, con esisti diversi in base alle diverse comunità locali. I governi iniziarono a vietare il cinema, quando videro che esso poteva ispirare gli africani a ribellarsi contro i coloni.
Assistendo ai film, le popolazioni africane potevano avere una perdita di rispetto nei confronti dei bianchi, non comprendendo o fraintendendo alcune usanze, per esempio vendendo gli attori baciarsi o utilizzare armi da fuoco. Una delle conclusioni della Powdermaker, è che finché non si fosse creato un rapporto tra gli europei e gli africani, la rispettiva ignoranza delle culture altrui avrebbe portato distorcere la percezione dei messaggi trasmessi dalle pellicole.

### L'insegnamento e gli ultimi anni
Dal 1938 al 1968 insegnò antropologia al Queens College di New York.
Tenne lezioni anche presso il William Alanson White Institute (1944-1952) e il New York Medical College (1958). Collaborò con lo psichiatra e psicoanalista Harry Stack Sullivan, che influì molto sul suo lavoro.
Durante la Seconda Guerra Mondiale, partecipò a un programma tenuto a Yale, volto a preparare le truppe che sarebbero state inviate nel Pacifico meridionale. Fu chiamata a collaborare per le sue esperienze nel luogo.
Tra il 1944 e il 1946 fu la vice-presidente della The New York Academy of Sciences.
Tra il 1945 e il 1946 fu la vice-presidente della American Ethnological Society. Nel 1947 ricoprì il ruolo di presidente.
La sua ultima opera fu Stranger and Friend, pubblicata nel 1968. Si tratta di un lavoro autobiografico nel quale raccontò le sue esperienze di ricerca sul campo. Pose l'accento sul fatto che per una donna non era normale all'epoca inserirsi in società diverse.
In quel periodo, l'antropologia stava promuovendo un approccio molto scientifico e distaccato. La Powdermaker ribadì l'importanza dell'aspetto psicologico e riflessivo. Il concetto che dà il titolo al libro è quello dell'antropologa intesa come "straniera e amica". Questa definizione è alla base del metodo di ricerca della Powdermaker.
Nel 1968 si trasferì a Berkeley, in California, dove morì nel 1970 per un infarto. Aveva da poco iniziato una ricerca sulla cultura giovanile.
L'edificio del campus del Queens College che ospita i dipartimenti di antropologia e sociologia, porta il suo nome in suo onore.

## Opere principali
- Life in Lesu: The Study of a Melanesian Society in New Ireland (1933);
- After Freedom: A Cultural Study in the Deep South (1939)
- Probing Our Prejudices: A Unit for High School Students (1944);
- Hollywood, the Dream Factory: An Anthropologist Studies the Movie Makers (1950)
- Copper Town: Changing Africa, the Human Situation on the Rhodesian Copperbelt (1962)
- Stranger and Friend: The Way of an Anthropologist (1968).